# Figurer i Matador
Figurer i den danske tv-serie Matador, produceret i perioden 1978 – 1981. Alle figurerne i Matador er fiktive.
Hovedhistorien følger familien Skjern med ægteparret Mads (Jørgen Buckhøj) og Ingeborg (Ghita Nørby) og deres børn, og familien Varnæs med ægteparret Hans Christian (Holger Juul Hansen) og Maude (Malene Schwartz) og deres børn.
Derudover findes en række andre personer med forskellige relationer til hovedkarakterne, der spilles af en række kendte danske skuespillere, heriblandt Arthur Jensen, Ove Sprogø og Jesper Langberg.

## Familien Andersen-Skjern

### Mads Andersen-Skjern
Figuren medvirker i samtlige 24 episoder og er en af hovedrollerne i serien. Rollen spilles af Jørgen Buckhøj.
Mads Andersen Skjern er født ca. 1897 og ankommer i november 1929 i første afsnit som handelsrejsende med sin lille søn Daniel til Korsbæk og forsøger at sælge sine varer til Damernes Magasin. I den forbindelse opdager han, at butikken, der er byens eneste inden for dametøj, er rettet mod byens overklasse. Han ser derfor en forretningsmulighed i at etablere en butik, "Tøjhuset", der har billigere varer, særligt rettet mod resten af byens kvinder. Trods modstand fra byens traditionelle spidser, eksemplificeret ved bankdirektør Varnæs, der nægter at låne ham penge, blandt andet for at beskytte sin barndomsven Albert Arnesen, der er leder af Damernes Magasin, får Skjern hurtigt succes med sin butik. Det antydes, at succesen skyldes, at Skjern oprindeligt kommer fra Jylland og er præget af indremissionsk og pietistisk kristendomssyn, der påvirker hans arbejdsmoral positivt.
I løbet af sæson 1 udvider Skjern sin forretning til også at omfatte handel med pantebreve, hvilket han får hjælp til af sin bror Kristen Andersen Skjern, samtidig med at han udkonkurrerer Arnesen. Efter Arnesens død og Damernes Magasins konkurs køber Mads ejendommen og indretter butikslokalerne til Omegnsbanken, hvor broderen bliver direktør. Mads Skjerns forhold til byens traditionelle spidser er fra hans første oplevelser særdeles anstrengt, og mange af hans handlinger er styret af en ærgerrighed for at komme op i byens hierarki.
I afsnit 1 møder Skjern en række af byens mere jævne folk som grisehandler Oluf Larsen og dennes familie. Mads' kone er død før seriens begyndelse og han bliver gift med grisehandlerens datter Ingeborg, som har datteren Ellen fra et tidligere forhold. Mads adopterer Ellen og sammen får Mads og Ingeborg sønnen Erik.
Hans stærkt kristne livssyn betyder, at han i starten hverken drikker spiritus eller spiller kort, men tolererer dog andre, der gør det, som sin svigerfar. Den første gang han smager spiritus er som 34-årig - i forbindelse med hans bryllup med Ingeborg. Hans konservative livssyn skinner også igennem over for sønnen Daniel, der som han vokser op ikke lige har lyst til at følge faderens planer for ham. På nogle områder modereres hans indremissionske tankegang i løbet af serien, hvilket blandt andet kan ses, da hans søster Anna kommer til Daniels konfirmation og forsøger at appellere til hans kristne rødder, hvilket han afviser. I 1937 er han blevet formand for menighedsrådet.
I afsnit 22 bliver han slået til ridder af Dannebrog for sit formandskab i Menighedsrådet og hans donationer til kirken. I afsnit 24 får han brev om, at han er blevet udnævnt til svensk konsul.

### Ingeborg Andersen-Skjern
Figuren er ligeledes en af de centrale i tv-serien. Hun ses første gang i det første afsnit af serien og medvirker i samtlige afsnit. Rollen spilles af Ghita Nørby.
Ingeborg Andersen-Skjern er født Larsen og datter af grisehandler Oluf Larsen og Katrine Larsen. Mellem afsnit 3 og 4 bliver hun gift med Mads Andersen-Skjern. Hun har som ung været sendt på husholdningsskole i Vordingborg, hvor hun har mødt Holger som hun har datteren Ellen med. Holger drikker og var voldelig over for Ingeborg og Ellen, og det er endt med skilsmisse, og at Holger kom i fængsel for bedrageri. Ingeborg møder Mads Andersen-Skjern, da han sammen med sin søn Daniel overnatter hos hendes forældre. Hun får efterfølgende plads hos Mads i hans butik, hvor forholdet er varmt og kærligt imellem dem, men dog platonisk, indtil Ellen bliver nægtet plads i den privatskole i Korsbæk, som følge af Holgers fængselsdom og Ingeborgs status som enlig mor. Mads fortæller skolelederen, at han agter at gifte sig med Ingeborg og adoptere Ellen. Efterfølgende løber Ellen hjem og fortæller Ingeborg, at hun skal giftes, inden Mads når at fri. Sammen får Mads og Ingeborg sønnen Erik. I modsætning til Mads har Ingeborg ikke specielt noget imod Varnæsfamilien eller deres omgangskreds, hvilket fx kan ses af, at da Albert Arnesen dør, besøger hun hans enke Vicki.
Ingeborg er en stabiliserede faktor i familiens liv. Hun støtter Mads' forretningskarriere, men holder ham på jorden, når hans planer bliver lidt for vidtløftige. Hun er også en god stedmor for Daniel og støtter ham i at udfolde sit liv, som han har lyst til, og dette skaber den største konflikt mellem hende og Mads, da hun på et tidspunkt flytter fra ham. Mads opdager, hvor meget hun betyder for ham og bøjer sig for at få hende hjem igen.
En anden situation, der ryster Ingeborg, er, da hendes eksmand Holger på et tidspunkt dukker op i byen. Dette problem løser Mads imidlertid på en ganske kontant måde.

### Kristen Skjern
Figuren medvirker i 21 afsnit. Første gang i afsnit 4 "Skyggetanten" og sidste gang i afsnit 24 "New Look". Rollen spilles af Jesper Langberg.
Kristen Skjern er født ca. 1902 og ankommer i 1931 til Korsbæk fra Jylland for at hjælpe sin bror, Mads Andersen-Skjern, med etablering af en pengeudlåning. Han er i modsætning til sin bror ikke præget af deres missionske baggrund. Han bor i en lejlighed oven på Omegnsbanken.
I forbindelse med sin ankomst til Korsbæk indlogerer han sig på Postgården, hvor han træffer Elisabeth Friis til et musikarrangement. De indleder et forhold som fører til, at de har planer om at gifte sig. Forholdet afsluttes i mellemtiden, da bankdirektør Varnæs fortæller Elisabeth, at Kristen og Mads låner penge ud og derved er konkurrenter til Korsbæk Bank.
Forholdet bliver genoptaget kort efter, hvor de har et seksuelt forhold, og hvor Kristen vedbliver at forsøge at få Elisabeth til at gifte sig med ham. Elisabeth afviser ham, og deres forhold afsluttes for anden gang i 1935, da Kristen finder ud af at Elisabeth har afsløret, at det er Mads, som har doneret Ernst Nyborgs maleri til 5000 kr. af borgmesteren til Hans Christian Varnæs. Kristen indgår efterfølgende ægteskab med Iben Skjold-Hansen, men ægteskabet bliver aldrig lykkeligt, og de lever separate liv, som ender med skilsmisse. Under anden verdenskrig bliver Kristen involveret i en modstandsgruppe via doktor Hansen, som ellers oprindelig var hans rival i forhold til Elisabeth. I slutningen af krigen må Kristen sammen med doktor Hansen gå under jorden, hvor de gemmer sig på Brydesø gods hos baron von Rydtger.
Efter krigen gifter Kristen sig endelig med Elisabeth og forlader Korsbæk for at bosætte sig i København.

### Daniel Andersen-Skjern
Daniel Andersen-Skjern medvirker i 17 afsnit. Daniel som barn spilles af Kristian Steen Rem og Jacob Dalgaard, som ung af Jim Erichsen og som voksen af Niels Martin Carlsen.
Daniel er søn af Mads Andersen-Skjern og dennes første hustru. Daniels mor døde da Daniel var 3 måneder gammel. Hans forhold til faderen er køligt igennem serien, hvor han kæmper for at opnå Mads' anerkendelse. Da Daniel begynder i skole, skuffer hans manglende evner Mads i modsætning til hans søster Ellen og bror Erik. Da Ellen har klaret sig godt i skolen, får hun således en hest af Mads i gave, mens Daniel egentlig som straf for de manglende præstationer ingen belønning skulle have. Daniels mormor Katrine mener dog, at det er forkert af Mads, og har i hemmelighed købt en hest, som hun samtidigt forærer til Daniel.
Daniel bliver konfirmeret i oktober 1939 og i den forbindelse kommer hans indremissionske faster, Anna, til Korsbæk. Efterhånden som Daniel bliver voksen, får han sværere og sværere ved at forene sine egne ønsker og behov med faderens forventninger, hvilket fører til flere sammenstød mellem dem. Daniel får i den forbindelse en ubetinget støtte af stedmoderen Ingeborg.
Daniel bliver gode venner med nabosønnen Ulrik Varnæs, som han møder i afsnit 1 og forbliver venner med igennem serien. Dette tolererer faderen, men Ulriks familie er meget utilfredse med det.
I afsnit 17, hvor Oluf Larsens hund, Kvik, dør kommer Daniel forbi med en hundehvalp i en kurv og lader den stå på bordet mens han går udenfor, og snart efter er Larsens humør forbedret betragteligt.
Han bliver sendt til Hillerød for at komme i lære hos manufakturhandler Sand. Han vender hjem med frk. Mose, som Mads Skjern tror er en veninde, men det viser sig hun blot er en ældre medarbejder, der har taget sig godt af ham.
Han starter siden på Niels Brock, men dropper ud, da han får lov at tegne og sy for modeskaberen hr. Jørn i København.
Han tager siden til Paris for at lære om haute couture. Han bryder med sin far i 1947, da han springer ud som homoseksuel.

### Ellen Skjern
Figuren spilles som voksen af Benedikte Dahl.
Ellen er født ca. 1923. Hun er datter af Ingeborg Larsen og Holger Jørgensen og bliver ved moderens andet ægteskab adopteret af Mads Andersen-Skjern.
Gennem sin barndom er Ellen langt dygtigere i skolen end sin stedbror Daniel og bliver favoriseret af Mads. Ellen har romantiske følelser for nabosønnen Ulrik Varnæs, men hun ender med at gifte sig med den rige Mogens Lamborg. Deres ægteskab er dog ikke lykkeligt, og hun begynder at se Ulrik igen, men dette afbryder hun da hun finder ud af, at han har gjort Maja gravid. I afsnit 24 er hun blevet skilt fra Lamborg, og hun vil begynde at studere til tandlæge. Ifølge Agnes har hun fundet sammen med en professor i afsnit 24.
Hun er god til at tæmme Mads, når han er sur, og taler godt for Daniel. Til gengæld får hun til Daniels store ærgrelse vist den engelske wingcommander rundt i Korsbæk, da han er hjemme på besøg med ham i afsnit 21.

### Erik Skjern
Erik bliver født i 1932 som søn af Mads Andersen-Skjern og Ingeborg Andersen-Skjern. Han er opkaldt efter Mads' far. Han er igennem serien ret anonym, men lader til at være ganske dygtig i skolen og udtrykker ønske om at blive atomfysiker. I afsnit 24 fortæller Agnes, at børnene i skolen kalder ham "professoren".
Som lille barn, i afsnit 8-10, spilles han af Kenneth Schmidt, som skolebarn, i afsnit 15, spilles han af Nikolaj Harris, som stort barn, i afsnit 19, spilles han af Lari Hørsted, og som ung, i afsnit 24, spilles han af Jens Christian Milbrat.

### Anna Andersen-Skjern
Anna Andersen-Skjern er søster til Mads og Kristen Skjern. Rollen spilles af Kirsten Rolffes. Anna er stærkt troende og medlem af Indre Mission. Hun medvirker i en enkelt episode, nummer 15, "At tænke og tro", hvor hun giver anledning til at nuancere Mads' religiøse standpunkt. Hun bor på en gård i Vestjylland og er enke efter sin mand Mathias, der er død i 1936.

## Familien Varnæs

### Hans Christian Varnæs
Figuren medvirker i 23 afsnit. Rollen spilles af Holger Juul Hansen.
Hans Christian er tredje generation af bankdirektører i familiens bank, Korsbæk Bank. Han er gift med Maude og har været det siden 1922. Sammen har de børnene Ulrik, Regitze og Helle. Fru Fernando Møhge er hans gudmor.
Hans Christian er ofte lidt distræt og nyder ikke at være autoritær. Han har et positivt sind og kan blive lettere fortvivlet over Maudes skrøbelighed, og eftersom han ikke føler, at han kan diskutere sine sorger med hende og møde forståelse, ender han med at have en affære med en af assistenterne i banken, Ulla. Ulla bliver gravid og beder ham om at hjælpe med en abort, hvilket han støtter, men de afbryder deres forhold. Rygtet om affæren når dog i sidste ende Maude, hvilket ændrer hende betydeligt. De tager til Paris for at redde forholdet, og da de vender tilbage, er Maude gravid. Deres forhold forbedres af hele episoden, og de kan i 1947 fejre sølvbryllup.
Hans Christian har også en yngre bror ved navn Jørgen, som han jævnligt må hjælpe ud af suppedaser, ofte på egen bekostning. Til sidst bliver Hans Christian dog mere erfaren med hensyn til hans brors egoistiske handlinger, og han finder styrken til at stå fast over for ham. Denne styrke strækker sig også til at overtale Ulrik til at gifte sig med Maja, da han gør hende gravid.
Han ses både læse Korsbæk Tidende, Berlingske Tidende og Nationaltidende. I afsnit 24 ses et ridderkors i hans revers.

### Maude Varnæs
Maude Varnæs medvirker i alle 24 afsnit. Rollen spilles af Malene Schwartz.
Maude Varnæs, født Friis, er født ca. 1899 har har været gift med Hans Christian Varnæs siden 1922. Sammen har de børnene Ulrik, Regitze og Helle. Hendes storesøster er Elisabeth Friis, og Gustav Friis er deres yngre bror. Hun er datter af en amtmand på Fyn, hvor hendes mor, Mammi, stadig bor.
Maude er en af byens førende kvinder, men hun er meget skrøbelig og har for vane at gå i seng, hvis noget går hende imod. Hun regner med, at Elisabeth sørger for hjemmet, og hun bliver meget ulykkelig, hvis hun tror, at familiens image er i fare. Maudes neurotiske adfærd aftager lidt, da hendes ungdomsforelskelse og tegnelærer Ernst Nyborg kommer til Korsbæk og interesserer sig for hende. Hun bliver helt knust, da han rejser med en anden kvinde. I afsnit 8 (1934) nævner hun, at hun har boet i Korsbæk i 11 år.
Først efter at have fundet ud af, at Hans Christian har haft en affære, ændrer hun sig. De beslutter sig til at tage en rejse til Paris, og 9 måneder senere får de Helle. Maude bliver stærkere, tager mere ansvar for husholdningen og bliver mere tapper – bl.a. hjælper hun hr. Stein med at flygte, da han kommer i fare. Hendes vane med at gå i seng forsvinder næsten fuldstændig, og hun og manden fejrer sølvbryllup i 1947.
Maudes forhold til sine børn er ikke det bedste – især Ulrik har det svært med sin mor. Ulrik mener, at Maude er egoistisk og selvoptaget, og at alle omkring hende altid har skullet lide, for at Maude kan få sin vilje.
Maren Løkkegaard, der var gift med Roskilde Klosters forvalter oberstløjtnant C.F. Løkkegaard, kan have været Lise Nørgaards inspiration til Maude Varnæs.

### Elisabeth Friis
Elisabeth Friis medvirker i alle 24 afsnit. Rollen spilles af Helle Virkner.
Elisabeth er født ca. 1897. Hun er Maudes ældre søster og er ugift. Hun bor hos Varnæs-familien og står for husholdningen, da hendes søster har svært ved det. I sin ungdom var hun forlovet med en fattig violinist, der var gartnerens søn, men forholdet endte efter, at familien gjorde grin med ham. Siden da har Elisabeth ikke været forlovet, men da Kristen Skjern dukker op i byen, finder hun en ven og ligesindet i mange sager. De forlover sig hurtigt, men begge familier er imod det – Elisabeth, der har lært af fortiden, har dog stadig i sinde at gennemføre det, indtil Hans Christian fortæller hende, at Andersen-Skjern-brødrene også handler med pantebreve og ikke kun tøj og konfektion. Elisabeth gør det forbi og tager med dr. Hansen til Salzburg.
Da hun kommer hjem, flytter hun ud fra Varnæs' hus og får sin egen lejlighed. Kristen belejrer hende, stadig opsat på at de skal gifte sig, men Elisabeth nægter – hun vil ikke leve med deres familiers konstante krig, som hun tror, vil ødelægge forholdet. Som tiden går, bliver de venner igen og genoptager et forhold, men Elisabeth nægter stadig at gifte sig. Efter at Varnæs hjælper med at skaffe Kristen en stilling i en anden by, langt væk fra familierne, ser Elisabeth dog en mulighed, men Kristen nægter – han vil ikke have noget givet til ham, især ikke af Varnæs. Da han senere hjælper sin bror ved at gifte sig med Iben, bliver Elisabeth dybt ulykkelig.
Hun overvejer at flytte til København, men får lov at spille som organist ved julekoncerten i kirken sammen med doktor Hansen på cello. Hun bliver rost i Korsbæk Tidende og overtager stillingen som hjælpeorganist, hvilket får hende til at blive i byen.
Da tyskerne invaderer, er Elisabeth med til at gøre livet lidt sværere for dem sammen med bl.a. dr. Hansen og Kristen. Efter at en i modstandsgruppen bliver dræbt, går Kristen og dr. Hansen under jorden, men efter krigens afslutning genforenes de, og Kristen og Elisabeth bliver endelig gift. Da Kristen ikke kan forene sine idealer med Mads' forretningsførelse mere, flytter de sammen til København.
Elisabeth er ikke glad for lillebroderen Gustav, hvis synspunkter hun ikke kan forene sig med, hvorfor de ofte skændes, når familien er samlet. Hun er selv en meget moderne kvinde, der bl.a. går ind for fri abort, hvilket fører til uoverensstemmelser med mange af fruerne i byen. Hun forsørger sig selv ved at arbejde, først som klaverlærer og så som organist, da hun er dygtig til og glad for at spille klaver.
Selvom Elisabeth har været ugift så længe, har der alligevel været interesse om hende. Kristen bliver hurtigt interesseret efter hans ankomst i Korsbæk, og dr. Hansen har været glad for hende i mange år, selvom hun ikke er interesseret i ham på den måde. Også Varnæs fortæller hende, at han nok havde valgt hende, hvis han havde mødt hende før Maude.

### Ulrik Varnæs
Ulrik er født ca. 1923 og er søn af Maude og Hans Christian. Han er også den første ven, Daniel får i Korsbæk, og deres venskab holder ind i voksenlivet.
Som børn opdrages han og Regitze mest af Agnes og tante Elisabeth, som de har et meget tæt forhold til.
Ulrik er forelsket i Ellen Skjern, som han kommer sammen med, indtil hans forældre sender ham på kostskole for en grov spøg. Det knuser ham, da Ellen bliver gift med en anden, og hans forhold med hans mor lider et knæk. Han tager til København for at læse på universitetet – og måske prøve at glemme Ellen, hvilket dog ikke lykkes. Han kommer til at gøre serveringspigen Maja gravid. Han tager hende med for at møde familien og agter at gifte sig med hende, men da han og Ellen mødes igen, blusser kærligheden op igen. Han finder ud af, at Ellens ægteskab ikke er helt problemfrit, og beder sin far om penge til en abort til Maja, så han kan være sammen med Ellen i stedet. Da faderen nægter, gifter han sig modstræbende med Maja. Han får med hende sønnen Christian, og de begynder at arbejde mere på deres forhold, især da han hører, at Agnes godt kan lide hende.
Sammen med Maja og sønnen flytter han efter uddannelsen ind i Elisabeths gamle lejlighed og begynder at arbejde i sin fars bank. Som voksen spilles rollen af Jens Arentzen.

### Regitze Varnæs
Regitze er Maude og Hans Christians datter og Ulrik og Helles søster.
Som barn bliver hun mest opdraget af Agnes og Elisabeth, som hun har meget tætte forhold til.
Regitze er egenrådig, stædig og ligeglad med hendes forældres ønsker. Hun begynder især sit oprør imod forældrene efter at være kommet på husholdningsskole, hvilket hun hader. Hun bliver smidt ud efter at have løjet for at få fri, så hun kunne deltage i en skønhedskonkurrence, som hun vinder. Regitze tager dog ikke tilbage til forældrene, men flytter i stedet ind hos Ulrik. Efter krigen rejser hun til Hamborg for at arbejde som censor, og hun forlover sig i 1947 med en engelsk krigskorrespondent.
Især Regitzes forhold til Maude er anstrengt, eftersom hun nægtede hende en hundehvalp, som faderen havde lovet hende. Rollen spilles som voksen af Camilla Hammerich.
I programmet Mer' Matador fra 1998 giver forfatter Lise Nørgaard udtryk for, at hun identificerer sig med Regitze.

### Helle Varnæs
Helle er født i marts 1938 som Maude og Hans Christians efternøler og er ikke så populær hos husets ældre børn. Især Regitze bryder sig ikke om det nye barn, bl.a. fordi hun på grund af hende ikke må få en hundehvalp. Rollen som baby spilles af Christina Paustian. Rollen som barn spilles af Ditte Maria Norup.

### Jørgen Varnæs
Figuren medvirker i 17 afsnit. Første gang i afsnit 1 "Den rejsende" og sidste gang i afsnit 23 "Mellem brødre". Rollen spilles af Bent Mejding.
Jørgen er Hans Christians lillebror. Han er advokat og i begyndelsen af serien gift med Minna og folketingskandidat for de Konservative.
Jørgen kan lide at leve med manér og tager for sig af livets nydelser. Denne indstilling ender også med at koste ham dyrt. Først skilles han fra konen Minna, der opdager hans affære med elskerinden Gitte Graa. Dette koster ham også folketingskandidaturet, men han fortsætter forholdet til Graa, også efter at hun gifter sig og flytter til udlandet. For at finansiere sin livsstil, hvor han kan give den som levemand uden at bestille noget, opgiver han sin sagførerpraksis og sælger sin aktiepost i banken samt grunden på Fedet.
Han bliver administrator på Graas Klædefabrik, som er overtaget af Mads Skjern, men denne stiller krav til hans arbejdsindsats, hvilket bliver for meget for Jørgen. Hans forhold til fru Graa skranter under krigen, og han begynder at drikke mere og mere. I afsnit 19 nævner han, at han har boet Postgården i 3 år.
Lige efter krigsafslutningen arbejder han som reserveanklager i landsforræderisagerne. Han ender med at måtte indlægges på en nerveklinik. Han får det bedre, og i 1947 flytter han ind hos en dame i Jylland.

### Minna Varnæs
Minna er af fin familie fra Aarhus og var gift med Jørgen, inden hun fandt ud af, at han var hende utro. Selvom Maude bad hende blive i familien, var Minna urokkelig i, at hun ville skilles, og at hun nok skulle få det, der tilkom hende, og som Jørgen tidligere har givet sin elskerinde.
Hun er spillet af Ellen Winther Lembourn.

### Gustav Friis
Figuren medvirker i 4 afsnit. Rollen spilles af Finn Storgaard.
Gustav er født ca. 1907 som en efternøler. Han er Maudes og Elisabeths lillebror og dermed bankdirektør Varnæs' svoger. Han optræder første gang i afsnit 10, når han som medlem af Konservativ Ungdom deltager i en demonstration i Korsbæk. I foråret 1938 får han sin eksamen som cand.polit. Under krigen tager han til England og gør tjeneste og uddanner sig ved Royal Air Force.
I afsnit 23 foreslår han at Vicki skal gifte sig med ham.
I afsnit 24 (1947) bliver han konservativ folketingskandidat for Korsbæk.

### Maja Varnæs
Maja Varnæs hedder oprindeligt Ebbesen. I afsnit 22 har Ulrik hende med hjem, da han har gjort hende gravid. Hun er fra en simpel familie; hendes forældre arbejder på sindssygehospitalet Oringe i Vordingborg, og hun selv arbejder som servitrice i Kannibalen, der er kantinen på Københavns Universitet, hvor hun har mødt Ulrik Varnæs.
De bliver gift i 1946 og flytter ind hos familien Varnæs. Hun har svært ved at passe ind i familien og dens normer, og særligt at leve op til Maudes forventninger. Hun møder Agnes Jensen og de bliver gode venner. I 1946 føder hun drengen Christian, og parret flytter ind i Elisabeths lejlighed.
Hun medvirker i afsnit 22-24 og spilles af Rikke Wølck.

## Familien Varnæs' omgangskreds

### Misse Møhge
Misse medvirker i alle 24 afsnit. Rollen spilles af Karin Nellemose.
Misse er en uselvstændig ældre kvinde, der er fast følgesvend for sin mor, hvis kørestol hun skubber rundt med. Den eneste selvstændige situation, hun indgår i, mens moderen fortsat lever, er på Postgården, hvor hun er pianistinde for Violet Vinters danseskole. I afsnit 24 bliver hun dog opsagt fordi Violet mener hun ikke rammer takten, og hun må heller ikke spille til kotillonen ved afdansningsballet, på trods af at hun har gjort det i 33 år.
Hun er 64 år i 1933. Efter moderens død bliver Misse gift med den dominerende lærer Frederik Andersen, men må låse ham ude på altanen på bryllupsnatten. Han pådrager sig derved en lungebetændelse, som tager livet af ham. Senere er hun overbevist om, at hun 'drager' mændene, og beskylder både apoteker Strøm, overtjener Olsen og betjent Sofus.

### Fernando Møhge
Fernando Møhge var korn- og hestehandler, og han var én af områdets største jordejere og gift med fru Fernando Møhge. Sammen fik de ét barn; Misse. Han var født i 1833. 
Fernando døde af et slagtilfælde efter en fugleskydning pga. overvægt. Han vejede 235 pund da han blev begravet. Han døde i 1895, 62 år gammel.
Ifølge grisehandler Larsen så fik han barn med alle tjenestepigerne på stedet. Efter fru Fernando Møhges død arver Fede 500 kr. efter boet, så Fernando har i hvert fald fået mindst ét barn udenfor ægteskabet.

### Fru Fernando Møhge
Figuren medvirker i 17 afsnit. Første gang i afsnit 1 "Den rejsende" og sidste gang i afsnit 17 "De voksnes rækker". Rollen spilles af Karen Berg.
Fru Fernando Møhge (egl. Wilhelmine Edvarda Møhge) (6. november 1843 – foråret 1942) er kendt som Korsbæks ældste person. Hun hører meget dårligt og lider af tiltagende demens, idet hun ofte spørger efter afdøde personer. Hun holder sin datter, Misse, i meget kort snor og forventer, at datteren kører hende rundt i kørestol og løber ærinder for hende. Hun er tæt knyttet til familien Varnæs, eftersom hun er bankdirektør Hans Christian Varnæs' gudmor.
Hun er enke efter Fernando Møhge, efter hvem hun har arvet en stor mængde penge, som hun ikke er så glad for at bruge. Fru Møhges hukommelse lader til at høre op samtidig med hendes mands død.
I 1933 venter hele Korsbæk spændt på hendes 100-års fødselsdagsfest, men det viser sig, at den demente enkefrue har glemt sit eget fødselsår og kun husker sin afdøde mands, hvilket har medført en opfattelse af, at hun er ti år ældre og derfor kun bliver 90. Ved oberst Hachels og doktor Hansens mellemkomst bliver fejlen opdaget under fødselsdagsfesten hos Varnæs, men gæsterne beslutter sig dog for at lade som ingenting, især efter hun modtager en fødselsdagshilsen fra kong Christian 10.
Fru Fernando Møhge dør i 1942 af et hjertestop på grund af anstrengelsen ved at slå på en tysk officer, der nægtede at give hende lov til at krydse en afspærring på Algade. Efter sin død bliver hun hyldet med en mindeplade i Korsbæk Bank, fordi Misse insisterer på det overfor Hans Christian.

### Doktor Louis Hansen
Dr. Hansen medvirker i 21 afsnit. Rollen spilles af Ove Sprogøe.
Dr. Hansen er Korsbæks læge, der stammer fra Svendborg. Da han var ung og kandidat giftede han sig med en kvinde, som skulle have barn med en anden. De endte med at blive skilt, hvorefter han drog til Korsbæk.
Hans forskellige lægebesøg bringer ham ud til stort set alle beboere i Korsbæk, og han ved derfor alt om, hvad der foregår i byen. Han kommer ofte hos Varnæs ved deres selskaber. Han er ven til Maude Varnæs' søster, Elisabeth Friis, og de spiller ofte kammermusik sammen, hhv. klaver og cello. Efter Mads Skjerns bror, Kristen Andersen-Skjern, ankommer til byen og forelsker sig i Elisabeth, bliver han en fast del af deres musikensemble. Ensemblet bliver dog opløst, da Kristens og Elisabeths familier ødelægger parrets forhold. Dr. Hansen fortsætter efterfølgende med at besøge Elisabeth.
Efter tyskernes invasion i 1940 finder dr. Hansen, Elisabeth, Kristen og Omegnsbankens bankfuldmægtige, Poul Kristensen m.fl. sammen i en modstandsgruppe, der bl.a. redder hr. Stein, Korsbæk Banks jødiske bogholder, til Sverige. Han medvirker også til at sprænge tyskernes vognpark.
Sammen med Kristen Skjern går han under jorden i afsnit 20, hvilket senere viser sig at være et loft på Brydesø Gods.
I 1947 skriver han en kritisk artikel om forureningen af Korsbæk Fjord, som bliver bragt i Politiken. Det gør ham upopulær blandt byens spidser, men han forsvarer sin holdning og udtaler at de "gerne må smide ham ud af byen, bare de ikke smider ham i fjorden". Han forlader Korsbæk kort efter.

### Albert Arnesen
Manufakturhandler Albert Arnesen medvirker i de fem første afsnit. Rollen spilles af Preben Mahrt.
Arnesen ejer Damernes Magasin, men fremstår som en udygtig forretningsmand, som udskyder problemer snarere end at løse dem. Han er gift med Vicki og har en hemmelig beundrer i frøken Jørgensen, der er ansat i butikken, og som han har gået i skole med. Han er tredje generation i butikken, og hans far og farfar var også venner med Hans Christians far og farfar i Korsbæk Bank.
I afsnit to nævner han, at hans mor har ligget på kirkegården i 26 år (dvs. død i 1903).
Da Skjerns Magasin åbner begynder den at udkonkurrere Damernes Magasin i hastigt tempo. Han får først Hr. Schwann til at skyde sin arv i foretagenet, derefter sælger han sit sommerhus på Fedet, der ligger ved siden af Varnæs'. Dette er både Vicki og Maude meget ulykkelige over. Senere sælger han sin bil, og det kommer også frem, at han har taget hele arven fra Vickis mor. Til sidst forsøger han desperat at få sin gamle ven Hans Christian, der er direktør for Korsbæk Bank, til at få Korsbæk Bank til at redde forretningen. 
Da han får det endelige afslag dør han kort efter. Spurgt direkte siger doktor Hansen, at han døde af hjertestop, men ifølge Laura begik han selvmord med gas, mens Konsulinde Holm mener han havde skudt sig med en af oberstens tjenestepistoler. Ifølge Lise Nørgaard er planen med hans død, at vise, at hele Korsbæk er i tvivl om hans død.

### Oberst Hachel
Oberst (Ditlev) Hachel medvirker i ti afsnit. Første gang i afsnit 1 "Den rejsende" og sidste gang i afsnit 15 "At tænke og tro". Rollen spilles af Bjørn Watt-Boolsen.
Oberst Hachel er født i 1879 og er en gammeldags officer, der er lidt stiv i sin fremtræden. Man hører ikke noget om hans kone, men hans datter er Vicki, der er gift med Arnesen ved seriens begyndelse. Da oberst Hachel efter Arnesens død ankommer til Damernes Magasin for at hente Vicki tilbage til kasernen, gør hun oprør. Obersten slår hånden af sin datter, og Vicki tager til København.
Oberst Hachel dør efter en lang sygdomsperiode af et hjerteanfald under sit sygehusophold, da han i avisen læser nyheden om, at hans ærkefjende general Prior er blevet hærchef i 1939 efter Erik With. (se også Maginot-linjen og Albertkanalen.)

### Vicki Hachel
Victoria "Vicki" Hachel medvirker i 19 afsnit. Første gang i afsnit 1 "Den Rejsende" og sidste gang i afsnit 24 "New Look". Rollen spilles af Sonja Oppenhagen.
Vicki er født ca. 1905 og starter serien som ung, glad og festende. Selvom hun er gift med den meget ældre manufakturhandler Albert Arnesen, bruger hun meget af sin tid på at gå i byen med venner og feste - særligt med Aage Holmdal. Hun bliver meget chokeret, da hun finder Arnesen død, men kort efter finder hr. Schwann hende kysse med Holmdal. Før dette har hun opdaget, at Arnesen havde fået hendes far til at skyde arven efter hendes mor i Damernes Magasin, og disse penge er også væk. Vicki har ikke noget at leve af. Hun sælger forretningen til Skjern, men hun nægter at flytte ind hos sin far igen, da hun blev gift mest for at komme væk fra ham. Hun og obersten har et opgør, hvorefter hun tager til København for "at blive voksen".
Vicki kommer tilbage til byen med Kagls Teaterselskab, som hun dog bliver fyret fra, fordi hendes hund, Daisy, giver problemer. Larsen hjælper hende med Daisy, og hun møder Herbert, hvis bog hun har læst. De bliver snart nære venner, da Vicki er flyttet tilbage til sin far, som hun har sluttet fred med – i tiden der er gået, har hun mærket bagsiden af medaljen ved at være skuespiller, og hun er nu venlig og stille af sig og vil gerne blive lærerinde.
Imens Herbert kæmper i Spanien, bliver hun venner med Agnes, men hun savner Herbert. Hun starter dog som lærer på byens privatskole, og har bl.a. Daniel i tysk. Hun bliver lykkeligt overrasket, da Herbert kommer hjem. De kommer sammen, men da tyskerne invaderer, er han igen nødt til at flygte. Da krigen er slut, bliver Vicki såret over, at han forbliver i Hollywood og kun skriver til hende igennem Katrine. Hun vælger dog stadig at prøve at opsøge ham, da han er i Belgien, men deres forhold har ikke klaret den lange adskillelse.
Hun har gået på privatskolen, og hun er vokset op på kasernen. Hun har danset hos Violet Vinter, der omtaler hende som sin bedste elev i afsnit 15.

### Konsul Emanuel Holm
Den svenske konsul Emanuel Holm medvirker i 10 afsnit. Første gang i afsnit 3 "Skiftedag" og sidste gang i afsnit 18 "Hr. Stein". Konsul Holm er medlem af bestyrelsen i Korsbæk Bank. I afsnit 19 nævnes det, at han var syg, og senere i afsnittet dør han. Skjold-Hansen foreslår straks efter at han skal indsættes som formand mod at Jørgen kan genindtræde i bestyrelsen.
Rollen spilles af Karl Stegger, som døde den 13. april 1980 inden de sidste afsnit, som han medvirkede i var blevet sendt.

### Konsulinde Oda Holm
Konsulinde Holm medvirker i 18 afsnit. Første gang i episode 2 "Genboen" og sidste gang i afsnit 24 "New Look". Rollen spilles af Else-Marie Juul Hansen.
Hun er formand for husmoderforeningen. Hun mener dybt og fast, at en kvindes rolle er at være der for sin mand og passe hjemmet.

## Andre

### A

#### Ada
Ada bliver i 1945 bestyrer af Jernbanerestauranten. Hun vil ikke servere pilsnere for folk der ikke spiser, og hun vil have Larsens hund, Kvik, ned på gulvet.
Sammen med Severin Boldt laver denne bestemte dame, der holder sig til reglerne, Jernbanerestauranten om til en beværtning med dansant og omdøber stedet til Rosenhaven. Hun er spillet af Lillian Tillegreen og forekommer i afsnit 21 til 23.

#### Frederik Andersen
Frederik Andersen er overlærer på den lokale kommuneskole, hvor han underviste i sang, fysik og tysk. Han har bl.a. undervist både Arnold Vinter og Lauritz Jensen. Figuren optræder i afsnittene 13-15 og 17-20, spillet af Helge Kjærulff Schmidt.
Overlærer Andersen er enkemand efter sin kones død i 1936. Han bliver først ansat som hjælpeorganist i kirken, men spiller pivende falsk. Elisabeth Friis overtager senere stillingen.
Han kan ikke selv lave mad og frekventerer derfor Jernbanerestauranten, inden han finder sig en madkæreste. Han vises som en meget nævenyttig person, der først udnytter frk. Mikkelsens, derefter Violet Vinters og senere Misse Møhges ensomhed for at få sine aftensmåltider og sit tøj vasket (og gerne strøget). I 1939 søger han at blive hjælpeorganist, efter at have vikarieret tidligere i byens kirke og forsøges hjulpet på vej af frk. Mikkelsen, der opsøger Mads Skjern i kraft af hans hverv som formand for menighedsrådet. Men Andersen vrages til fordel for Elisabeth Friis.
I 1945 bliver han gift med Misse, men han dør kort efter. Det viser sig, at han på bryllupsnatten blev låst ude på altanen af Misse, og først kom ind næste morgen, hvorfor han pådrager sig en lungebetændelse, der berøver ham livet. Hans nevø er lærer Oscar Andersen.

#### Oscar Andersen
Oscar Andersen er nevø af Frederik Andersen, og han optræder i afsnit 20-21. Han ses første gang i slutningen af anden verdenskrig, hvor han deltager i brylluppet mellem sin onkel Frederik og Misse Møhge hos familien Varnæs. Han har medbragt sin familie i form af kone, Margrethe, og to drenge, Robert og Kurt, der alle hedder Oscar Andersen til efternavn. Han er meget grådig ved middagen. Han overtager sin onkels spisestue.
Han deltager ved begravelsen, hvor han igen viser dårlige manerer mens de spiser. Selvom alle de andre tilstedeværende er meget interesserede i at høre, hvad der bliver sagt i radioen fra BBC, er han meget insisterende overfor både Hans Christian og Jørgen, da han gerne vil tale om det han skal arve fra Frederik, fordi han håber på at få del i Misses formue. Dette er trods for at det foregår netop som de får frihedsbudskabet. Dagen efter mødes han med brødrene i Korsbæk Bank, hvor han beskylder dem for at stå bag, at Frederik aldrig fik skrevet testamente, hvor han blev tilgodeset, og han ender med at arve tingene fra Frederiks soveværelse. Han graver også i, hvorfor hans onkel fik lungebetændelse.
Han spilles af Nis Bank-Mikkelsen.

#### Anne Grethe
Maudes veninde, som hun møder ved Lauras medaljeoverrækkelse i afsnit 16. De tilbringer eftermiddagen sammen og spiser på Hotel d’Angleterre.
Hun spilles af Grethe Holmer.

### B

#### Severin Boldt
Severin Boldt medvirker i 21 afsnit. Første gang i afsnit 1 "Den rejsende" og sidste gang i afsnit 24 "New Look". Rollen spilles af Per Pallesen.
Boldt er tjener på Jernbanerestauranten, hvor grisehandler Oluf Larsen, Lauritz "Røde" Jensen og Frede "Fede" Hansen mødes for at drikke øl. I begyndelsen af serien er han kæreste med Agnes, men det holder ikke.
Udover sit arbejde lever Boldt også af at sælge rationeringsmærker til sine faste kunder under besættelsen. I afsnit 20 bliver han slået ned og bestjålet sine penge og rationeringsmærker i de sidste dele af krigen og må tilses af dr. Hansen.
I afsnit 22 nævner Røde, at han har været i fængsel.
Efter befrielsen laver han om på restauranten sammen med Ada, hvor den får navnet Rosenhaven.

### C

#### Christiansen
Bogholder i Omegnsbanken. Han medvirker i afsnit 7, 9-15 og 17-23.
Han spilles af Holger Vistisen.

### D

#### Doris
En stuepige hos Varnæs, som Ulrik omtaler som "so", og Laura giver ham ret i afsnit 12.

#### Jim Donaldson
Donaldson optræder i afsnit 21, hvor han besøger Daniel i hans hjem. Ellen Skjern viser interesse for ham og giver ham en rundtur i Korsbæk til Daniels synlige utilfredshed.
Han spilles af Nicholas Farrell.

### E

#### Egil
Egil er blandt de frihedskæmpere, som henter folk efter befrielsen. Han er fætter til cykelhandler Nielsen, og Nielsen fortæller Egil at Skjold Hansen er værnemager og har truet ham med tyskerne, så Egil tager ham med på vognen. Han medvirker i afsnit 21.
Han spilles af Ole Thestrup.

#### Emmy
Inger Jørgensens søster i Haslev, der nævnes i afsnit 6. Hun har en handskeforretning, der er en af byens største og fineste. Frk. Jørgensen får arbejde her og er her i nogle år, indtil hun bliver fyret, fordi Emmy og hendes kæreste ikke bryder sig om hende længere. Dette omtales i afsnit 12.

#### Ester
Ester er født ca. 1919 og er stuepige hos familien Varnæs. Hun bliver ansat i 1936. Da Varnæs får Helle går det i høj grad ud over Esters nattesøvn, da hun passer barnet og sover på barneværelset. Hun oplever ligeledes at få inddraget sine frieftermiddage til at passe barnet. Det får hende til at søge over til familien Skjern, hvor både arbejdsforholdene og lønnen er bedre. Til gengæld skuffer det Laura noget.
Hun er kæreste med Villy.
Hun spilles af Birgitte Bruun, og hun medvirker i afsnit 12-21 og 24.

### F

#### François
Daniels franske "ven" som han har med hjem fra Frankrig i afsnit 24. Mads overværer at de omfavner hinanden, hvorefter han slår hånden af Daniel.
Han bliver spillet af Jan Middelboe Outzen.

#### Frederiksen
Frederiksen er gartner for familien Varnæs. Han nævnes i afsnit 15, og ses kort i afsnit 16, hvor han sætter mørklægningsgardiner op i en af stuerne, senere i Korsbæk Bank, og så hjælper han Laura med at flytte, da hun har sagt op. I afsnit 21 lukker han Oscar Andersen ind på Hans Christians kontor. I afsnit 23 står han i banken og ser ud ad vinduet da Hans Christian kommer på arbejde efter Ulrik har fået sin søn.

#### Frida Fogt
Frida Fogt er en forfatter som holder foredrag til kvindesagsmødet på Postgården, hvor hun taler om, at kvinder også skal ud at arbejde. Hun nævnes kun i afsnit 6.

### G

#### Bent Godtfredsen
Godtfredsen er en dansk nazist, som møder op hjemme hos Skjerns for at overbringe nyheden om, at Holger er faldet til Ellen. Han overbringer også et russisk ikon og et brev. Han optræder i afsnit 20.
Han spilles af Ib Mossin.

#### Gitte Graa
Birgitte 'Gitte' Graa er blandt andet Jørgen Varnæs' flamboyante veninde. Hun bliver introduceret i sjette afsnit, "Opmarch", hvor hun har en affære Jørgen, som er gift med Minna. De bliver opdaget af Jørgens bror Hans Christian. Det rygtes efterhånden, og til sidst forårsager det at Minna vil skilles.
Hun har forbindelse til Baron von Rydtger, og har været gift med konens bror. Under en meget festlig aften hos von Rydtger sammen med Jørgen, hun lukkede en gris ind, mens der blev spillet kort, for at redde Jørgen, der var ved at tabe.
I afsnittet "Komme fremmede" går hun i seng med sin gamle bekendte Ernst Nyborg, og Maude bliver meget overrasket, da hun støder på Graa liggende nøgen i Nyborgs seng, da hun kommer for at se ham på hans hotelværelse.
I afsnit 23 vender hun atter tilbage til Korsbæk, og Jørgen liver kortvarigt op. Hun rejser dog igen, da hun ifølge von Rydtger skal giftes med en bilkonge fra Italien.
Hun bliver spillet af Susse Wold.

#### Frøken Grøn
Frøken Grøn er direktrice i Damernes Magasin, der også tilpasser og syr tøj for forretningens kunder. Efter butikken bliver solgt skal hun lave konfektion for Tøjhuset. Hun optræder i afsnit 1, 2 og 6. Hun bliver spillet af Else Petersen.

#### Gudrun
Gudrun er født ca. 1915 og bliver ansat som familien Skjerns stuepige i 1930. Hun er veninde med Agnes og er medlem af Husligt Arbejder Forbund. Hun er dygtig, pligtopfyldende og sætter pris på sit herskab.
I 1937 kommer hun på Ingeborgs opfordring i lære som ekspedient i Skjerns Magasin, og starter i den forbindelse på handelsskolen. Hun får lov at blive boende hos familien Skjern under sin studietid.
Rollen spilles af Anne Jensen og medvirker i afsnit 3-5, 7-21 og 24.

### H

#### Agnete Hansen
Agnete Hansen er frisør og hun medvirker i afsnit 6, 8, 10, 11 og 14.
Hun er datter af fru Hansen som er rengøringskonen i Korsbæk Bank. Agnete har fire mindre søskende. Hun går til dans på Violet Vinters Danseskole. I 1932 bliver hun kæreste med Vinters søn Arnold. De kommer sammen i flere år, men i afsnit 15 (1939) slår han op med hende, da både Violet og Arnolds chef, Mads Skjern råder ham til at bryde med hende. Hun forfører ham dog en sidste gang i afsnit 14 og hun bliver gravid. Hun sætter bl.a. hår på Maude.
Da Violet finder ud af det forsøger hun at finansiere en abort et diskret sted. Hun tager imod, men på vej til Korsbæk Station går hun ind i Skjerns Magasin, hvor hun går amok. Ingeborg tager sig af hende. Det ender med at hun kommer med til Skjerns Magasins nye filial, hvor Arnold bliver bestyrer.
I 1939 får hun sønnen Hansi.
Hun spilles af Lene Brøndum.

#### Frede 'Fede' Hansen
Frede Hansen er maler, og man ser ham undertiden i denne funktion. Mest optræder han dog spisende, og øgenavnet "Fede" kommer netop af, at han elsker at spise. Han ses ofte på Jernbanerestauranten, hvor han spiser aftensmad eller snakker med Lauritz og Larsen, før han skal hjem til konen Marie og spise (igen). Hans mor var tjenestepige hos, og havde en affære med, Fernando Møhge i 1892. Fede blev født i 1893, og det viser sig at "Fede" er søn af Fernando. Da fru Møhge dør, arver han 500 kr. efter sin far.
I afsnit 20 kommer han hos Varnæs for at male skjolderne over, som er kommet fordi tørven de fyrer med er for våd.
I afsnit 23 er han blevet hyret til at male på Jernbanerestauranten, der er ved at blive ombygget til Rosenhaven.
Rollen spilles af Benny Hansen.

#### Marie Hansen
Fedes kone og ven af Agnes. Hun er Agnes' første ansatte og ender med at have ansvar og være medudvikler af virksomhedens bakkedekoration.
Hun er god til at lave mad og også kunstnerisk begavet – hendes dekorerede bakker er smukke nok til at sælge. Spilles af Kirsten Hansen-Møller og forekommer i afsnit 8, 9, 11, 15, 16, 18-23. Hansen-Møller spiller også baronesse von Rydtger tjenestepige i afsnit 3.

#### Skrædder Hansen
Vicki nævner, at hun netop har fået syet to af sin fars frakker om hos skrædderen, da Misse foreslår at Vicki kan overtage hendes kåbe i afsnit 18.

#### Frøken Hollenberg
Frøken Hollenberg bliver ansat som stuepige hos familien Varnæs. Hun kommer til byen fordi hendes forlovede er soldat på kasernen. Hun har den 1-årige uddannelse som barneplejerske. Hendes ordforråd begrænser sig i stor grad til "ja ja", "nej nej" og "Av min arm!", og hendes meget begrænsede ordforråd smitter af på Helle. Hun bliver hurtigt fyret igen da hun bliver kærester med den tyske soldat Sigmund. Hun medvirker i 4 afsnit. Rollen spilles af Christiane Rohde.

#### Aage Holmdal
Aage Holmdal er bankassistent som volontør i Korsbæk Bank og optræder i afsnit 1 og 2, hvor han er en af Vicki Arnesens unge kammerater i festligt lag. I afsnit 6 kysser han med Vicki og råder hende til at flytte til København efter Arnesen er død og butikken solgt. Han flytter selv til København for at arbejde for sin fars vekselererfirma. Han gifter sig kort tid efter med overretssagfører Østers datter.
Han bliver spillet af Joen Bille.

#### Sigmund Holtz
Tysk officer som Maude møder i København via nogle venner. Han præsenterer sig som bankdirektør, men da han senere dukker op hos Varnæs er han i uniform. Han er betaget af Maude og giver hende blomster, som Maude dog får smidt ud, da hun ikke vil modtage dem. Han bliver spillet af Sigurd Fitzek.

### J

#### Ulla Jacobsen
Frk. Jacobsen er ansat i Korsbæk Bank. Hun blev udlært som bankassistent i Korsbæk Bank i 1932 i en alder af 20 år. Hendes forældre bor i Holbæk og selv bor hun på pensionat. Hun indleder et forhold til Hans Christian Varnæs, der får følger. Efter fosterfordrivelsen bliver Ulla Jacobsen ansat i Omegnsbanken, hvor hun bliver kæreste med den unge bankassistent, Poul Kristensen, som bliver likvideret af tyskerne i forbindelse med sin frihedskæmpervirksomhed, som han driver sammen med dr. Hansen, Elisabeth Friis og Kristen Skjern. Ulla Jacobsen flytter siden til København.
Ulla er niece af Violet Vinter og kusine til Arnold Vinter. Figuren spilles af Karen-Lise Mynster.

#### Jenny
Hun medvirker i syv afsnit fra nummer 13 til 23. Rollen spilles af Lane Lind.
Jenny (hvis efternavn ikke kendes) er gift med en kørelærer ved navn Egon og veninde med Iben Skjern. Hun er en løssluppen og frisindet kvinde, som med Iben deltager i ridning og fester.
Under anden verdenskrig flytter Iben hjem til Jenny, da hendes og Kristens forhold går dårligt.
Hun tager til fest med i “Landsbyen” i Slagelse sammen med Iben, Jørgen Varnæs og Mogens Lamborg. Sidstnævnte kører beruset hjem fra festen, og de kører galt på vejene omkring Brydesø. Mogens Lamborg brækker armen.

#### Agnes Jensen
Agnes er født ca. 1911. Som 17-årig begynder hun at arbejde som tjenestepige hos Varnæs-familien, hvor hun er i over 6 år. Hun hjælper især med at passe Ulrik og Regitze, imens de stadig er børn. I første afsnit bliver det nævnt, at hun får 20 kr. om måneden. Da hun i 1935 skal giftes med Lauritz, siger hun op. De bliver gift på Korsbæk Rådhus. For at tjene penge til hjemmet tager Agnes ekstraarbejde med forskellige ting hos forskellige familier (bl.a. stryger hun hos Apoteker Strøm), indtil hun beslutter sig til at lære at reparere silkestrømper. Herefter laver hun sin egen lille virksomhed, som går så godt, at hun hurtigt kan begynde at udvide og ansætte flere. Hendes virksomhed vokser kraftigt og ender med at omfatte opmaskning af strømper, malede bakker (som sælges til Skjern's Magasin) og maskinskrivning. Sidstnævnte lader hun Røde overtage, så han har noget at tage sig til, da han ikke bliver valgt ind i folketinget.
I afsnit 24 tilbyder Mads at købe hendes virksomhed men i stedet ender hun med at blive aktionær og medejer af Skjern's Magasin, da hun ikke har lyst til at give helt slip på sit eget.
Agnes er en løvemor, og hendes to sønner - Knud og Aksel - betyder alt for hende; hun bestræber sig på at give dem det bedste, hvilket Lauritz ikke altid er enig i. Han synes i stedet, at de skal være solidariske med deres egen klasse, og at Agnes har for fine fornemmelser. Parrets forhold lider især et knæk, da Lauritz ikke møder op for at passe drengene en dag, da Agnes skal arbejde, hvorefter deres ældste, Axel, næsten drukner i byens branddam. De kommer først rigtig over det igen, da doktor Hansen sørger for et møde mellem dem, efter at Lauritz har måttet flygte fra tyskerne.
Fra tiden hos Varnæs er Agnes også rigtig gode venner med Laura, som hun ofte snakker med. En anden god ven er Herbert, der en overgang bor hos Agnes og Lauritz, efter han først er flygtet fra Tyskland. Agnes er ikke glad for at have ham der, men bløder op, da Herbert ofte viser sig mere forstående end Lauritz og endda køber en fin barnevogn til dem efter salget af sin første bog. Rollen som Agnes spilles af Kirsten Olesen.
Agnes' far hører man intet om, men hendes mor ser man nogle enkelte gange.

#### Lauritz 'Røde' Jensen
Lauritz arbejder som drager på Korsbæk Station og er en ivrig kommunist med hjertet på rette sted, men han har ofte svært ved at forene politik og familieliv. Han bliver gift med Agnes Jensen på Korsbæk Rådhus. Hans engagement i partiet er til Agnes' konstante frustration, og deres forhold er noget turbulent. Han læser Land og Folk.
Efter Hitlers opgør med Stalin jagtes Lauritz af tyskerne, så han må flygte. Da han kan komme hjem igen, er hans verden vendt på hovedet; Agnes er husejer og forretningskvinde, og Lauritz' ønske om, at hans sønner skal være proletarer, kan han ikke få lov at udleve. Han vender ikke tilbage til jernbanen, hvor han arbejdede før, men bliver i stedet politiker for det kommunistiske parti. Da han ikke bliver valgt, mister han arbejdet og får i stedet et maskinskrivningsbureau. Rollen spilles af Kurt Ravn.

#### Fabrikant Jeppe
Fabrikant Jeppe og hans unge kone er til selskab hos Varnæs i afsnit 13. Konen er meget ung og keder sig bravt. Fabrikanten har angiveligt en affære med Generalkonsul Vangels hustru på Ulriks værelse under festen, og Ulrik smider et kanonslag derind. Næste morgen afslører Hans Christian at han rendte efter Maude, da de var i Paris.
Han spilles af Troels Munk, mens hans hustru spilles af Sisse Reingaard.

#### Jacob Jessen
Murermester Jessen medvirker i afsnit 22 og 23. Rollen spilles af Poul Reichhardt.
Jessen bliver formand for bestyrelsen i Korsbæk Bank efter konsul Holms død. Han er en solid håndværker og ikke vant til de bonede gulve, men tager sin post seriøst. Han nægter Jørgen Varnæs at genindtræde i bestyrelsen, fordi denne efter hans (specielt konens) opfattelse har snydt dem i forbindelse med en ejendomshandel. Trods Skjold Hansens psykiske problemer efter befrielsen accepterer han, at denne forbliver i bestyrelsen som den mindst ringe mulighed.

#### Sofie Jessen
Fru murermester Jessen medvirker i afsnit 22 og 23. Rollen spilles af Bodil Udsen.
Fru Jessen bliver en del af de fine kredse omkring Varnæs-familien med mandens post i bankens bestyrelse. Hun er vokset op på en gård uden for byen og præget af dette med sin lidt bondske optræden. Hun er en frodig dame, der er glad for mad.
Hun er meget utilfreds med at være blevet snydt for arv efter en tvivlsom handel med barndomsgården, Havgården. Hun har gået i skole med Laura.

#### Frk. Johansen
En barneplejerske der nævnes i afsnit 23, som også passede Helle, og som Varnæs nu har fået igen til at passe Maja og Ulriks søn.

#### Brugsuddeler Jørgensen
Omtales i afsnit 23, da Mads ønsker at borgmester Sejersen skal tilbydes hans plads i bestyrelsen for Omegnsbanken. Han er 74 år.

#### Holger Jørgensen
Holger Jørgensen medvirker i tre afsnit. Første gang i afsnit 6 "Opmarch" og sidste gang i afsnit 17 "De voksnes rækker". Rollen spilles af John Martinus.
Holger Jørgensen har været gift med Ingeborg, som han har mødt i Vordingborg. Sammen har de datteren Ellen. Grisehandler Larsen har, før seriens start, betalt Holger et beløb på 7000 kr., for at denne ville holde sig væk fra Ingeborg og Ellen. Siden har Holger været i fængsel for bedrageri, men efter at han er blevet løsladt, tager han til Korsbæk, hvor han får arbejde ved Korn- og Foderstofforretningen på prøve. Både Ingeborgs forældre og Mads Skjern forsøger at få ham væk, og betaler ham hver 5000 kr. for at forsvinde. Han bliver tvunget til at rejse til Canada, men kan dog ikke komme ind i landet pga. sin plettede straffeattest. Han rejser derfor hjem igen, hvor han bliver ansat på grønttorvet hos en grosserer, som får ham ind i det danske nazistparti. Han vender på et tidspunkt tilbage til Korsbæk, hvor han marcherer med nazistpartiet i byens gader, og mødes med Ingeborg for at fortælle, at han vil gøre hende og Ellen stolte.
Da Danmark bliver besat af tyskerne, melder Holger sig som dansk SS-frivillig og han gør bl.a. tjeneste i Regiment Nordland. Han er først hos fodfolket i Vordingborg, og så er han på SS-kursus i Elsass i Tyskland.
Han falder senere på Østfronten, og en af hans soldaterkammerater, Bent Godtfredsen, spillet af Ib Mossin, opsøger hans datter Ellen for at aflevere en gave som en sidste hilsen. Hans familie har fået besked af de reglementerede kanaler, og ifølge Ingeborg bor de på Falster.

#### Inger Jørgensen
Inger Jørgensen er i starten ansat i Damernes Magasin, dybt betaget af sin chef, Albert Arnesen.
I afsnit 12 vender hun tilbage til Korsbæk efter at have været hos sin søster, Emmys handskeforretning i Haslev efter Damernes Magasins konkurs.
Hun bliver ansat som opvasker på Jernbanerestauranten, hvor hun arbejder i over en måned. Det nævnes også at hun har realeksamen, og hun hjælper grisehandler Larsen med at oversætte et brev på tysk fra Herbert. Hun bliver herefter ansat som selskabsdame hos familien Varnæs, men uden succes, så det bliver ganske kort, da hun i et skænderi med Maude nævner at Hans Christian har gjort Ulla Jakobsen gravid.
Hun gør sig senere i salg af korsetter "Spirella" til Korsbæks damer. Sidst i serien arbejder hun i huset hos Agnes Jensen, hvor hun først skal sy og maske strømper op. Men hun er nødt til at gå tidligt, for at nå hjem til Violet, hvor hun er blevet husholderske. Hun bor hos hende, da hun ikke længere har råd til at bo på pensionatet. Hende og Violet rager uklar, og hun bliver smidt ud. I de sidste afsnit er hun taget fra strømperne og passer i stedet Agnes' drenge, der efter Agnes' udsagn elsker hende. 
Rollen spilles af Vera Gebuhr.

### K

#### Hannibal Kagl
Kagl er direktør for Kagls Teaterselskab og chef for Vicki. Han medvirker i afsnit elleve, "I klemme". Han er en meget selvcentreret og utaknemmelig chef. Han og konen har taget det eneste værelse på Postgården med bad, hvilket de øvrige i teatertruppen brokker sig over. Rollen spilles af Arne Hansen.

#### Adjunkt Karlsen
Lærer som Mads Skjern har hyret til at komme og læse med Daniel for at han kan blive bedre til regning, men han meddeler Ingeborg, at det er synd at presse ham, og at han er løbet sin vej ved dagens undervisning. Han optræder i afsnit 10.
Han spilles af John Larsen.

#### Poul Kristensen
Poul Kristensen er født i 1916 og er ansat i Omegnsbanken, og han medvirker i afsnit 13-15, 17 og 20. Efter Ulla Jacobsen starter i banken bliver de kærester. Under anden verdenskrig er han med i modstandsbevægelsen. Han bliver skudt af tyskerne i 1945 i den sidste del af krigen efter en våbenopsamling, som ellers var gået godt, men tyskerne ventede udenfor pensionatet, da han kom hjem. Der bliver ophængt en mindeplade over ham i banken.
Han spilles af Christian Steffensen.

#### Knudsen
Glarmester som skal sætte nye ruder i hos Varnæs efter garageanlægget er blevet sprunget i luften af modstandsbevægelsen i afsnit 18.
Han spilles af Poul Kristensen.

#### Emilie Knudsen
Landmandskone og barndomsveninde med Ingeborg, der medvirker i afsnit 3. Hendes datter Vera skal starte hos overlægen og skal bruge en serveringskjole. Hendes mand, Emil, låner penge hos Mads Skjern, til reparation af ladens tag. Gården ligger ved siden af Grisehandlerens gård.
Hun spilles af Beatrice Palner.

### L

#### Mogens Lamborg
Mogens Lamborg er søn af Rudolf Lamborg, der er medejer af det store entreprenørfirma Lamborg og Laursen. Han møder Ellen Skjern i Skagen, mens han studerer til ingeniør i 1941. Efter afslutningen af sit studie får han arbejde i sin fars firma. I 1943 bliver han gift med Ellen.
Hans far bliver dømt for værnemageri efter krigen, da han har været medlem af Dansk-Tysk Forening, og Lamborg mister både sin villa og sit job, og sammen med Ellen bliver han derfor nødt til at flytte til Korsbæk, hvor han bliver ansat hos Mads Skjern. I 1946 kører han galt i Skjerns bil i Slagelse under en bytur, og kort efter bliver han skilt fra Ellen.
I 1947 har han planlagt at emigrere sammen med sin far.
Rollen spilles af John Schelde.

#### Oluf Larsen
Oluf Larsen er grisehandler, gift med Katrine og far til Ingeborg. Beboerne i Korsbæk ser sjældent – hvis nogensinde – Larsen i dårligt humør og uden sin trofaste hund, Kvik. Han er en munter mand, der dog ikke har meget til overs for tyskerne. Han er glad for sjov, som han bl.a. har ved at lære sin hund tysker-tricket og ved at hænge billeder op af forhadte ledere (f.eks Adolf Hitler, Josef Stalin osv.) på gårdens gamle lokum.
Kviks død er noget af det eneste, der kan slå Larsen helt ud – kun da Katrine og Daniel narrer ham til at få en ny hund, liver han op igen.
Rollen spilles af Buster Larsen.

#### Katrine Larsen
Katrine er Larsens kone og Ingeborg Skjerns mor. Hun er kendt i omgangskredsen for altid at have penge på kistebunden – og for ikke at ville af med dem. Det holder hende dog ikke fra at være meget kærlig og omsorgsfuld – især Daniel og Herbert er tæt knyttet til hende. Hun er ofte uenig med Mads' opdragelse af Daniel, nærmere bestemt de store forventninger, som Mads har til Daniel, og Mads' tilsidesættelse af Daniels andre gode karaktertræk. Katrines stædighed får hende derfor til at gå imod Mads' ønsker mange gange, og deres forhold er ikke det bedste. Katrine optræder roligt, og selv når hun er stærkt bevæget, er det ikke til at se på hende. Rollen spilles af Lily Broberg.
Katrine har mange penge, men viser det ikke. Da Mads giver Ellen en islandsk hest som belønning for hendes gode resultater i skolen, giver Katrine Daniel en islandsk hest.
Katrine ejer en bygning i Korsbæk tæt ved Branddammen, som hun har arvet efter sin moster. Hun lejer den ud, bl.a. til en sømand, og senere til Agnes Jensen og Lauritz Jensen. Senere sælger hun det til dem.
I afsnit 13 giver hun 10.000 kr. til hver til Ingeborg, Erik, Daniel og Ellen, da Ingeborg spørger, om Mads kan låne 40.000 kr. til at købe aktier i Graas Klædefabrik.

#### Pastor Larsen
Daniel bliver konfirmeret af ham, til faster Annas store forargelse. Familien Skjern holder sig til pastor Larsen i stedet for provst Mejer, fordi Mejer nægtede at vie Ingeborg, da hun skulle giftes.

#### Bernard Lund
Lund er bestyrelsesmedlem i De Konservatives hovedbestyrelse, og han møder op hos Hans-Christian sammen med konsul Holm i afsnit 6 for at få Jørgen til at få stoppet affæren mellem Jørgen og Gitte Graa, hvis Jørgen skal fortsætte som Korsbækkredsens folketingskandidat, da offentlige affærer er imod partiets dyder.
Han spilles af Emil Hass Christensen.

#### Godtfred Lund
Byrådssekretær Lund bliver introduceret i episode 7. Han er gift med Lilli og har to sønner, der bor og studerer i København. Han er søn af etatsråd Frederik Lund. Både hans far og farfar var i bestyrelsen i Korsbæk Bank.
Hr. Schwann opsøger ham hjemme med en ubetalt regning fra købmand Munk i afsnit 7 (1933). Han har været i byen siden 1902.
Han skylder mange steder, heriblandt Skjerns Magasin, hvor han og konen har stor kredit. Han er først kunde hos Korsbæk Bank, men skifter til Omegnsbanken for at kunne opretholde sin kredit.
Mads Skjern benytter hans store gæld til at presse ham til at hjælpe med at få købt en grund til sin nye fabrik. Det lykkes, men Lund bliver senere beskyldt af Viggo Skjold Hansen for at have ladet et notat forsvinde i forbindelse med salget af grunden til Skjern.
Han ender med at stikke af til Brasilien med kommunekassen og elskerinden Elna Mackegaard.
Han spilles af Hardy Rafn.

#### Lilli Lund
Lilli er gift med byrådssekretær Godtfred Lund. Hun er meget købeglad og er en del af årsagen til parrets store gæld.
Hun bliver spillet af Tove Maës

### M

#### Elna Mackegaard
Indehaver af chokoladeforretningen Bella, som stikker af med Godtfred Lund, da han tømmer kommunekassen i afsnit 11. Hun optræder kun af omtale, men Elisabeth omtaler hende som "hende den svulmende med de blanke kjoler", og Kristen fortæller at hun ventede barn med Lund.

#### Direktør Malmberg
Han nævnes i afsnit 14, hvor Mads Skjern sender Arnold til København for at tale med direktør Malmberg fra Østerbros Klædefabrikker.

#### Maren
Maren er ansat i køkkenet på Jernbanehotellet. Hun optræder i episode 20.
Rollen spilles af Lene Poulsen.

#### Provst Mejer
Provst C. C. Mejer medvirker ikke, men omtales. Grisehandler Larsen har et billede af ham hængende på sit lokum sammen med bl.a. Hitler og Mussolini.
Mads' søster Anna giver Daniel Mejer bog Rejsen til Livets Kilde til hans konfirmation. Hun bliver meget forarget, da hun finder ud af, at Larsen har et billede hængende af ham på lokummet.
I afsnit 24 påstår Misse Møhge, at hun har set provst Mejer på sin altan, da hun "drager" mændene.
Provst Mejer er øjensynligt inspireret af pastor Bartholdy og domprovst Skovgaard-Petersen, som konfirmerede Lise Nørgaard.

#### Frk. Mikkelsen
Frk. (Illona) Mikkelsen er forstanderinde på Privatskolen i Korsbæk. Hun optræder i afsnit 3, 10, 13-15 og 17.
Mikkelsen afviser først at tage Ellen som elev på skolen, da Ingeborg er fraskilt. Mads får dog overtalt hende ved gode ordninger med skoleuniformer fra Skjerns Magasin og ved at han gifter sig med Ingeborg.
I afsnit 10 opsøger hun Ingeborg for at fortælle, at Daniel er uegnet til latinskolen, da han er sart.
I afsnit 15 må hun afskedige lærer Andersen efter at Mads Skjern har brokket sig over ham, da han har chikaneret Daniel. Her ophører de også med at være "madkærester". Hun har en husholderske, der omtales som frk. Svendsen.
Hun bliver spillet af Hanne Løye.

#### Frk. Mortensen
Frk. Mortensen er kassererske i Korsbæk Bank. Hun optræder i afsnit 1, 2, 5-8, 16-19 og 21-24. Hun bliver spillet af Ann Margrethe Schou.

#### Frk. Mose
Frk. Mose er ansat i den manufakturhandel i Hillerød, hvor Daniel Skjern bliver sat i lære. Hun tager med ham hjem på besøg, og familien tror inden, at Daniel har fundet en pige. Hun viser sig at være en ældre dame, der har taget sig godt af Daniel i hans læretid.
Hun spilles af Inger Stender.

#### Købmand Munk
Nævnes i flere afsnit. Han gik konkurs og skød sig i en af stuerne. Mads Skjern køber hans store villa af hans enke. Både Hans Christian og Jørgen Varnæs har været til fester i huset som børn.
Man ser ham i afsnit 2, hvor han siger farvel til bankdirektør Varnæs efter et møde.

### N

#### N. P. Nielsen
Cykelhandler N. P. Nielsen er cykelsmed i Korsbæk. Hans drenge chikanerer Skjold-Hansen ved bl.a. at sparke til hans havelåge og råbe efter ham og hans hustru. Ved befrielsen angiver han  anklage mod Viggo Skjold Hansen som værnemager til sin fætter Egil.
Han spilles af Finn Nielsen.

#### Ernst Nyborg
Ernst nævnes i afsnit 6, hvor Elisabeth spørger, om Maude havde giftet sig med ham, hvis hun havde haft mod til det.
Professor Ernst Nyborg medvirker i afsnit 8 "Komme fremmede". Nyborg er en berømt kunstner, der engang har undervist Maude i tegning. Han er kommet til Korsbæk for at male et portræt af borgmesteren. Maude liver op i hans selskab, men han ender med at gå i seng med Gitte Grå.
Rollen spilles af Morten Grunwald.

### O

#### Oda
Oda bliver ansat som stuepige hos Familien Varnæs efter Agnes siger op. Laura er bestemt ikke imponeret over hendes evner, selv om hun skulle have tjent hos en præstefamilie. Hun spilles af Merete Hegner og medvirker i afsnit: 9 "Hen til kommoden".

#### Tjener Olsen
Olsen er overtjener på Postgården, og han optræder altid høfligt og korrekt. Han medvirker i afsnit 4-7, 10, 11, 13, 14, 16, 17, 19, 20 og 22-24.
Han spilles af Holger Perfort.

#### Hr. Olsen
Lederen på Korn- og Foderstofforretningen, der fyrer Holger i afsnit 6 på foranledning af Mads Skjern, der vil have Holger ud af byen hurtigst muligt efter han har opsøgt Ellen i skolen.
Han spilles af Palle Huld.

### P

#### Hofbuntmager Palm
Palm har fabrikeret den pels, som både Maude og Ingeborg får. I afsnit 22 fortæller Ellen, at hun har købt noget pels fra ham.

### R

#### Baron Carl von Rydtger
Baron von Rydtger medvirker i 11 afsnit. Første gang i afsnit 8 "Komme fremmede" sidste gang i afsnit 24 "New Look".
Han sælger sin store aktiepost i Graas Klædefabrik til Mads Skjern, hvorved Skjern får hans bestyrelsespost.
Under anden verdenskrig lader han Kristen og doktor Hansen bo på høloftet på Brydesø, da de går under jorden. Han kender også Gitte Graa.
Han og Ingeborg kommer særligt godt ud af det med hinanden, og da hendes ægteskab med Mads går dårligt, går de ture.
Rollen spilles af Bendt Rothe.

#### Baronesse Arendse von Rydtger
Baronesse von Rydtger medvirker i tre afsnit. Første gang i afsnit 3 "Skiftedag" og sidste gang i afsnit 10 "I disse tider".
I afsnit 3 køber hun dyrt tøj i Damernes Magasin, men sender det retur, da hun finder ud af, at hendes stuepige har købt en tilsvarende meget billigere hos Skjerns Magasin.
I afsnit 10 drikker hun kaffe med Iben på Skovpavillonen, efter de har været ude at ride sammen.
Hun bliver indskrevet på det psykiatriske hospital i Nykøbing Sjælland, da hun får psykiske problemer pga. sin tyske familie under anden verdenskrig. Deres ægteskab har varet i 34 år.
Rollen spilles af Birgitte Federspiel. Baronessen blev skrevet ud af serien, da Federspiel fik fast ansættelse på et teater.

### S

#### Arne Schmidt
Arne Schmidt er en bankfuldmægtig i Omegnsbanken, der optræder i afsnit 22. På sin første dag mindes medarbejderne i banken Poul Kristensen, og han inviterer Ulla Jacobsen ud at spise på Postgården. Han spilles af Thomas Eje.

#### Herbert Schmidt
Herbert er en tysk kommunistisk digter, som optræder i afsnittene 9-12 og 15-17. Han spilles af Paul Hüttel.
To år efter Hitlers magtovertagelse i Tyskland flygter Herbert Schmidt til Danmark, hvor han ender i Korsbæk på foranledning af Lauritz Jensen, som også tilbyder ham sin gæstfrihed. Han giver Agnes en flot barnevogn som hun har drømt om.
Han bliver kæreste med Vicki Hachel. Da den Spanske Borgerkrig bryder ud, melder han sig frivilligt sammen med Røde, men det er kun Schmidt, der kommer af sted. Han vender kortvarigt tilbage i 1939, men må atter flygte dagen før tyskernes besættelse af Danmark.
Efter krigen rejser han til Hollywood, og senere Bruxelles, mens hans venner i Korsbæk følger hans forsøg på at slå sig igennem som skuespilforfatter i udlandet via de breve, han sender til Danmark.
Figuren er inspireret af Bertolt Brecht, der boede som flygtning i Svendborg.

#### Hr. Schwann
Hr. Rudolf Schwann medvirker i 12 afsnit i de to første sæsoner. Første gang i afsnit 1 "Den rejsende" og sidste gang i afsnit 12, "I lyst og nød". Rollen spilles af Arthur Jensen, som var 81 år, da serien fik premiere i 1978.
Hr. Schwann har arbejdet hos Damernes Magasin i over 40 år, hvor han er en meget snobbet og emsig førstemand. I afsnit 3 nævner han, at han har været der i 42 år, hvilket vil sige, at han har været i Damernes Magasin siden 1887. Han blev ansat af Albert Arnesens far. Han arver 9000-10.000 kr. efter en onkel i episode 3, som han bliver overtalt til at investere i Damernes Magasin af ejeren Arnesen, da butikken er i økonomiske vanskeligheder. Pengene bliver tabt i forbindelse med Arnesens død og butikkens konkurs. Hr. Schwann tilbyder sin arbejdskraft til Mads Skjern, da denne overtager Damernes Magasins ejendom. Til stor skuffelse for hr. Schwann har Skjern ingen planer om at videreføre Damernes Magasin, men vil åbne en bank i lokalerne. Hr. Schwann forlader mødet nedtrykt og selvmordstruet, men møder fru Violet Vinter, som er mor til hans tidligere elev Arnold. Hun hjælper hr. Schwann og lader ham flytte ind i et værelse hos sig, og hr. Schwann får derefter arbejde som inkassator.
Han medvirker sidste gang i episode 12. I afsnit 13 bliver det nævnt, at han har været i retten om konsulinde Holms hund, der har bidt ham i bagdelen og ødelagt hans bukser. I december 1938 fortælles det, at han er død efter at være faldet ned af en trappe. Nyheden bliver overbragt til Violet Vinter, der arver hr. Schwann. Lise Nørgaard, der er ophavsmand til serien, fortalte i 1998 til journalist og forfatter John Lindskog, at Hr. Schwann-figuren blev skrevet ud af serien, fordi Arthur Jensen konstant krævede mere i løn, hvilket irriterede seriens instruktør, Erik Balling.

#### Borgmester Sejersen
Borgmester Sejersen er typograf og socialdemokrat. Han bliver valgt som byens borgmester i 1936. I 1940 tager han initiativ til oprettelsen af Korsbæk Folkepark, der skal ligge ved Fedet. Alle spidsborgerne er dog imod at opgive deres private strandret, og den ender med at blive anlagt ved Varpemark Huse mod at kredsen af borgere også betaler en ordentlig vej dertil. Efter mødet viser det sig, at det var planen!
I afsnit 23 (i 1946) får han tilbudt en bestyrelsespost i både Korsbæk Bank og Omegnsbanken. Han vælger sidstnævnte.
Han medvirker i afsnit 16 og spilles af Preben Harris.

#### Iben Skjold Hansen
Iben medvirker mellem afsnit 10 og 23. Rollen spilles af Ulla Henningsen
Iben er født ca. 1908 og er Musse og Viggo Skjold Hansens eneste barn. Hun er ved sin indtræden i serien forlovet med en tysker kaldet Heinrich, men bryder med ham og flytter hjem til forældrene grundet nazisternes fremtog. Hun er meget frimodig og viser hurtigt meget kraftig interesse for Kristen Skjern. De ender med at blive gift, men hun trives ikke som bankdirektørfrue. Hun er især interesseret i ridning og dyrker sporten sammen med veninden Jenny.
Efter vedvarende ægteskabsproblemer bliver hun skilt fra Kristen. Hun er en ukonventionel kvinde, der har svært ved at passe ind i en borgerlig tilværelse.
Der er flere teorier om, at Iben er lesbisk og har et forhold til veninden Jenny.

#### Musse Skjold Hansen
Musse medvirker i ti afsnit mellem 9 og 23. Rollen spilles af Birthe Backhausen.
Musse er gift med Viggo Skjold Hansen og blev som 19-årig mor til Iben. Hun er en bramfri kvinde, der via en større arv og manden bliver en del af byens finere kredse, om end hun ikke er specielt vellidt i Varnæs-kredsen. Hun er ubetinget loyal over for sin mand, også da han mod krigens slutning bliver chikaneret, fordi han lejer ejendomme ud til tyskerne.
Efter hendes mands slagtilfælde aftaler hun med Mads Skjern, at han køber deres hus på Rosenstien 14, og de flytter til Havgården.

#### Viggo Skjold Hansen
Viggo Skjold Hansen kommer ind i serien i afsnit 7 og medvirker i 14 afsnit til og med nummer 23. Rollen spilles af Axel Strøbye.
Viggo Skjold Hansen er landsretssagfører og kommer ind i historien, da han køber Jørgen Varnæs' aktiepost i Korsbæk Bank og bliver bestyrelsesmedlem i banken. Han har boet i byen fra omkring 1906. Han er ved at anlægge sag mod Mads Skjern, da hans datter pludseligt gifter sig med Kristen Skjern, hvorpå han dropper sagsanlægget. Han er en driftig mand med sans for forretning og lader et større garageanlæg opføre i familien Varnæs' baghave og lejer det ud til tyskerne. Mod slutningen af krigen oplever han chikane i den anledning, og ved befrielsen anholdes han med anklage om værnemageri. Han får et slagtilfælde, der knækker hans ellers selvsikre og handlekraftige sind og gør ham høflig og hensynsfuld. Han ses i afsnit 22, at have en finnepige, som han tager sig af.
I afsnit 21 bliver det nævnt, at de bor på Rosenstien 14.

#### Sofus Betjent
Sofus "Betjent" medvirker i afsnit 16-19, 21, 22 og 24. Rollen spilles af Esben Petersen.
Byens betjent er på god fod med flokken på Jernbanerestauranten. I afsnit 16 leder han efter Herbert, som ikke har været på stationen for at vise 100 kr., så øvrigheden kan se, at han ikke er subsistensløs. I 1941 råder han Lauritz 'Røde' gennem hans kone Agnes til at gå under jorden, da politiet kommer for at arrestere kommunisterne. Sofus går senere selv under jorden, da han hører, at tyskerne arresterer politifolk i København.

#### Hr. Stein
Hr. Stein medvirker i 19 afsnit. Første gang i afsnit 1 "Den rejsende" sendt d. 11. november 1978 og sidste gang i afsnit 24 "New Look" sendt d. 2. januar 1982. Rollen spilles af John Hahn-Petersen.
Stein er en meget pligtopfyldende bogholder i Korsbæk Bank. Han får 550 kr. om måneden og har altid arbejdet for banken. I 1933 nævnes det, at han har arbejdet for banken i 22 år, og han har arbejdet for Hans Christians far.
Hr. Steins fornavn er ukendt. Hans kone, Sascha, døde i december 1937 og de har datteren Ruth. Ruth og hendes mand blev gift umiddelbart inden. Svigersønnen og Ruth flygter til Sverige, da tyskerne begynder at tage de danske jøder.
Stein er jøde, og derfor må han flygte til Sverige, da tyskerne overtager magten under anden verdenskrig. Han og Maude får et særligt bånd, efter at hun hjalp ham med at flygte. Han vender tilbage efter krigen, og da han har været heldig at have gode venner, naboer og kollegaer, fortsætter livet igen nogenlunde normalt.

#### Apoteker Strøm
Apoteker Strøm omtales flere gange. I afsnit 13 fortæller Agnes, at hun har strøget mindst 40 skjorter der. I afsnit 16 har Laura som kogekone lavet mad hos ham, men brokker sig over, at der ikke var nok råvarer, og at gryderne ikke var i orden. Han spilles af Kurt Erik Nielsen i afsnit 22.
I afsnit 23 påstår Misse Møhge, at han har gjort tilnærmelser, da hun var i boksen i Korsbæk Bank, og at der kunne være sket det værste, hvis ikke Hr. Stein havde været der.

#### Fru apoteker Strøm
Fru apoteker Strøm medvirker i afsnit 1, 3, 4 og 11. Hun spilles af Else Kornerup. I afsnit 10 ringer hun til Elisabeth for at aflyse deres børns musiktimer, efter at Elisabeth ved et offentligt arrangement har talt om svangerskabsfordrivelse.

#### Laura Larsine Sørensen
Laura Larsine Sørensen medvirker i 23 afsnit, første gang i afsnit 1 "Den rejsende" og sidste gang i afsnit 24, "New Look", sendt første gang i 1981. Rollen spilles af Elin Reimer. Hun ryger cigar (i afsnit 14).
Laura er født ca. 1890. Hun er kokkepige hos Hans Christian og Maude Varnæs, hvor hun er det faste omdrejningspunkt hos tyendet. Bortset fra Agnes er hun utilfreds med husets skiftende stuepiger, og hun har heller ikke ret meget til overs for den sarte fru Maude. Hun kender dog sin plads og accepterer – til tider noget vrantent – herskabets lunefulde ønsker og behov. Generelt solidariserer hun sig med herskabet og er i begyndelsen stærk modstander af Skjerns indtog i byen. Efterhånden som husets børn vokser op og får et tæt forhold til Skjerns børn, ændrer hun som sit herskab holdning til stiltiende accept af Skjerns plads i byen, men hun har meget svært ved at acceptere, da de inviteres med til Hans Christian og Maudes sølvbryllup.
Hun har været i huset siden hun var 25 år. Hun tjente 7 år hos Hans Christians far, og har siden tjent hos Varnæs.
I afsnit 16, "Lauras store dag", har Laura 25 års jubilæum hos familien Varnæs, og hun bliver sammen med fruen inviteret til København for at få en medalje fra Foreningen for Trofast Tyende for lang og tro tjeneste. Imidlertid svigter fru Varnæs hende, da hun møder en gammel veninde, og Laura må tage alene tilbage til Korsbæk. Oprørt over dette svigt beslutter Laura sig til herskabets bestyrtelse for at sige op og blive selvstændig kogekone. Sidst i afsnittet møder Laura Varnæs-parret og kommer med dem ned i deres kælder under en luftalarm. Her lykkes det Hans Christian at overtale Laura til at vende tilbage til huset i hendes gamle funktion.
I afsnit 20 vender hunden Max, som de tyskere, der har stået vagt i familien Varnæs' baghave havde, tilbage til køkkenet efter tyskernes afrejse, og Laura adopterer den, da hun altid gerne har villet have sådan én. Hans Christian opdager det hurtigt, og den bliver til sidst accepteret, men den bliver omdøbt til Pax. I afsnit 21 nævner hun, at hun har gået i skole med Sofie Jessen. Laura har en søster, men derudover hører man intet til hendes familie.

### V

#### Generalkonsul Vangel
Generalkonsul Vangel og hans hustru er et par Hans Christian Varnæs og Maude Varnæs har mødt i Paris.
De er med til selskab hos Varnæs i afsnit 13.
Han spilles af Gyrd Löfquist, mens hans hustru spilles af Linda Laursen.

#### Arnold Vinter
Arnold Vinter medvirker i 11 afsnit. Første gang i afsnit 1 "Den rejsende" og sidste gang i afsnit 14 "Brikkerne". Han spilles af Esper Hagen. Arnold er søn af Violet Vinter og fætter til Ulla Jacobsen. Arnolds far er død, inden serien begynder.
Arnold bliver udlært i Damernes Magasin, men behandles dårligt af ledelsen. Arnold søger derfor over gaden til Mads Skjerns manufakturhandel, hvor han ansættes som ekspedient til 125 kr. om måneden og senere disponent til 400 kr. om måneden.
I afsnit 14 nævnes det, var han 32 år, og i samme afsnit ses hans hat af størrelse 54. I det samme afsnit, 1938, sætter han næsen op efter en stilling som direktør i Graas Klædefabrikker i København, da Mads har lovet ham gode fremtidsudsigter. Det viser sig dog Mads hellere vil bruge ham i butikkens nye filial i Skælskør.
Han bliver kæreste med Agnete i 1932, men hverken hans mor eller chef, Mads Skjern, bryder sig om hende. Seks år senere slår han op med hende, men på deres sidste nat sammen bliver hun gravid. Selvom Violet forsøger at betale, for at hun kan få en abort, ender det med, at hun går amok i Skjerns Magasins nye varehus, og Ingeborg sørger for, at hun kommer til Skælskør, så de kan blive gift. De får sønnen Hansi i 1939.

#### Violet Vinter
Violet Vinter er leder af byens danseskole og har endvidere et pensionat. Violet Vinter er mor til Arnold Vinter og Ulla Jacobsen er hendes niece. Hun medvirker i 17 afsnit. Første gang i afsnit 3 "Skiftedag" og sidste gang i afsnit 24 "New Look". Rollen spilles af Lis Løwert.
Da Hr. Schwann dør, arver hun bl.a. et maleri, der viser sig at være malet af Jens Juel. Det bliver solgt på auktion for et stort beløb. Lærer Andersen, der netop har mistet sin indtægt og hidtidige madkæreste frøken Mikkelsen, øjner en mulighed og kort efter bor og spiser han hos Violet. Han brokker sig ofte og er negativ og nævenyttig, så til sidst får Violet nok og smider ham ud. Herefter flytter frk. Jørgensen ind og bliver husholderske. Begge kvinder er dog utilfredse over arrangementet, så hende ender Violet også med at smide ud.
I de sidste afsnit bliver hun mere og mere afdanket og negativ. Hun farver sit hår lilla og har aftaler med forskellige mænd. Hun kritiserer Ulla for at sørge for længe over Poul Kristensens død.

### Ø

#### Højesteretssagfører Øster
En dygtig sagfører fra København, der er Mads Skjerns sagfører. Han er også involveret i Graas Klædefabrikker, som Mads køber en stor aktiepost i, hvor han skal arbejde sammen med Jørgen Varnæs. Han optræder en enkelt gang i afsnit 6, hvor han bliver spillet af Edvin Tiemroth. Af omtale vides det, at hans datter bliver gift med Aage Holmdal.
Han bliver nævnt af både Kristen og Mads Skjern i afsnit 21, da Viggo Skjold Hansen, efter modstandsfolkene fejlagtigt får ham anklaget for værnemageri, men Skjold Hansen afviser hjælp.

#### Frøken Østengram
Frøken Østengram er rektor på Østengrams Husholdningsskole. Hun dukker op hjemme hos Varnæs, fordi hun ikke har set Regitze på skolen i 14 dage.
Hun spiles af Gerda Gilboe.